# 岐阜県立中濃高等学校
岐阜県立中濃高等学校（ぎふけんりつちゅうのうこうとうがっこう）は、かつて岐阜県武儀郡武儀町（現在の関市）にあった公立の高等学校。

## 概要
2004年（平成16年）に岐阜県立中濃西高等学校と統合し、岐阜県立関有知高等学校の新設により廃校。校舎は2006年（平成18年）まで関有知高等学校中濃校舎として使用された。
校舎は2019年（令和元年）時点では現存し、関市の運営する武儀生涯学習センターとなっている。体育館は旧中濃高校体育館として使用されている。

## 沿革
- 1960年（昭和35年）
  - 9月16日 - 武儀郡武儀村、上之保村、及び加茂郡七宗村で学校組合を結成。加茂高校七宗分校と武義高校津保谷分校を統合し、武儀郡武儀村上之保村加茂郡七宗村三カ村組合立中濃高等学校として新たに開校。昼間定時制普通科を設置。本校は旧・津保谷分校に置かれる。七宗分校を設置。
  - 11月26日 - 武儀郡武儀村富之保粟野に校舎が完成し移転し、七宗分校を廃止。新たな校舎は七宗村から離れていることから、旧・七宗分校の生徒の通学問題が起きる。
- 1961年（昭和36年）4月10日 - 旧・七宗分校は、中濃高等学校神渕教室として、当分の間、存続が決まる。
- 1962年（昭和37年）
  - 3月31日 - 神渕教室を閉鎖。
  - 12月15日 - 第二校舎が完成。
- 1965年（昭和40年）
  - 3月16日 - 第三校舎が完成。組合立中濃高等学校は岐阜県へ移管が決まる。全日制普通科を設置。
  - 3月31日 - 武儀郡武儀村上之保村加茂郡七宗村三カ村組合立中濃高等学校定時制普通科を廃止。定時制普通科の生徒は岐阜県立中濃高等学校定時制課程に編入される。
  - 4月1日 - 岐阜県立中濃高等学校に改称する。
  - 5月1日 - 岐阜県への移管が完了。
- 1967年（昭和42年）4月1日 - 家政科を設置。定時制を廃止。
- 1969年（昭和44年）4月2日 - 体育館が完成。
- 1972年（昭和47年）3月14日 - 新校舎（鉄筋4階建）一期工事が完成。
- 1973年（昭和48年）3月26日 - 新校舎（鉄筋4階建）二期工事が完成。
- 1974年（昭和49年）
  - 3月23日 - 新校舎（鉄筋4階建）三期工事が完成。
  - 12月2日 - 格技場が完成。
- 1980年（昭和55年） - 特別教室が完成。
- 2004年（平成16年）4月1日 - 岐阜県立中濃西高等学校と統合し、岐阜県立関有知高等学校の新設により廃校。関有知高等学校中濃校舎となる。
- 2006年（平成18年）4月 - 関有知高等学校中濃校舎を廃止。